# التاريخ الطبيعي للمرض

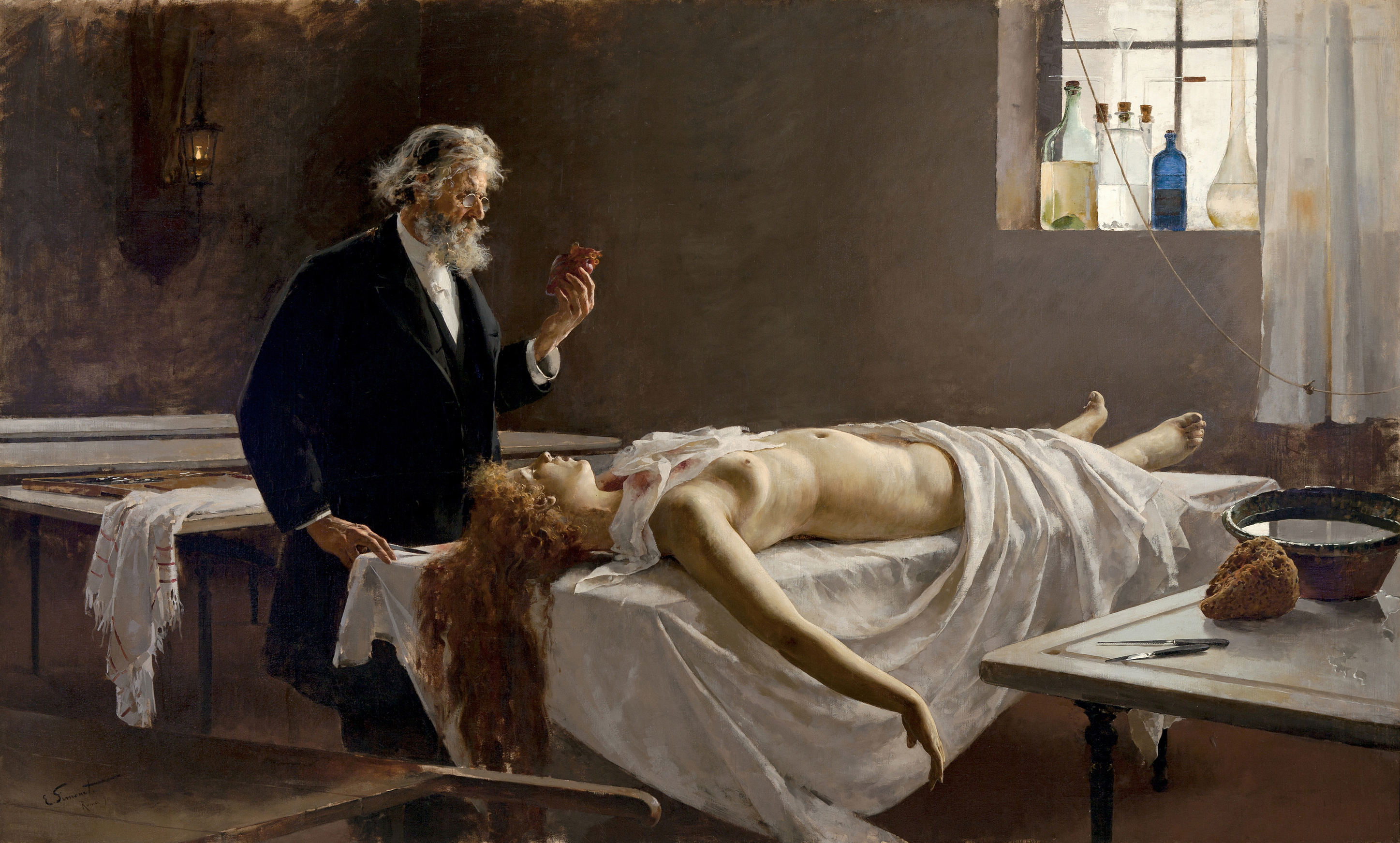
تشريح الجثة (1890) لإنريكى سيمونيت

التاريخ الطبيعي للمرض هو المسار الذي يتخذه المرض عند الأفراد منذ ظهوره المرضي (البداية) حتى انتهائه (إما من خلال الشفاء التام أو الموت في نهاية المطاف). مفهوم بداية المرض ليس من المفاهيم المحددة بدقة. يقال أحيانًا إن التاريخ الطبيعي للمرض يبدأ في لحظة التعرض للعوامل المسببة. تندرج معرفة التاريخ الطبيعي للمرض جنبًا إلى جنب مع الفهم السببي لأهمية الوقاية من الأمراض ومكافحتها. التاريخ الطبيعي للمرض هو أحد العناصر الرئيسية لعلم الأوبئة الوصفي.
على سبيل المثال، يتدهور غضروف الركبة والمفاصل شبه المنحرفة والمفاصل الأخرى مع تقدم العمر لدى معظم البشر (هشاشة العظام). لا توجد علاجات معدلة لمرض هشاشة العظام - لا توجد طريقة لإبطاء هذه العملية الفيزيولوجية المرضية أو إيقافها أو عكسها. لا يوجد سوى علاجات ملطفة للأعراض مثل المسكنات والتمارين الرياضية. في المقابل، يجب الوضع في عين الاعتبار التهاب المفاصل الروماتيزمي، وهو مرض التهابي جهازي يضر بالغضروف المفصلي في جميع أنحاء الجسم. لا توجد علاجات يمكنها تعديل عملية الالتهاب المناعي الذاتي، (الأدوية المعدلة للمناعة) التي يمكن أن تبطئ من تطور المرض. لأن هذه الأدوية يمكن أن تغير التاريخ الطبيعي للمرض، يشار إليها باسم الأدوية المضادة للروماتيزم المعدلة للمرض.
التطور السريري (قبل الأعراض) والسريري (الأعراض) للمرض هو التطور الطبيعي للمرض دون أي تدخل طبي. يشكل هذا مسار الأحداث البيولوجية التي تحدث أثناء تطور المرض من أسبابه الجذرية (المسببات) إلى نتائجه، سواء كان ذلك التعافي أو الإزمان أو الوفاة.
فيما يتعلق بالتاريخ الطبيعي للمرض، فإن الهدف من المجال الطبي هو اكتشاف جميع المراحل والمكونات المختلفة لكل عملية مرضية من أجل التدخل في أقرب وقت ممكن وتغيير مسار المرض قبل أن يؤدي إلى تدهور صحة المريض.
هناك منظورين متكاملين لوصف التاريخ الطبيعي للمرض. الأول هو طبيب الأسرة، الذي يستطيع، عن طريق التاريخ المرضي المفصل لكل مريض، تحديد وجود أي مشاكل صحية جديدة وخصائصها. على النقيض من هذه النظرة الفردية، فإن المنظور الثاني هو منظور عالم الأوبئة، الذي يمكنه من خلال مجموعة من السجلات الصحية وبيانات الإحصاء الحيوي اكتشاف أمراض جديدة وتطورات كل منها، والتي هي أكثر من وجهة نظر فردية.

## مراحل المرض

### مرحلة ما قبل المرض
في مرحلة ما قبل المرض، ينشأ المرض، لكن بدون ظهور أعراض سريرية على المريض أو حدوث تغيرات في خلاياه أو أنسجته أو أعضائه. تحدد هذه المرحلة من خلال ظروف المضيف، وعامل المرض (مثل الكائنات الحية الدقيقة ومسببات الأمراض)، والبيئة.

### الفترة المسببة للأمراض
الفترة المسببة للأمراض هي المرحلة التي تحدث فيها تغيرات في خلايا المريض أو أنسجته أو أعضائه، لكن دون ملاحظة المريض أي أعراض أو علامات للمرض. هذه مرحلة تحت إكلينيكية يمكن تقسيمها إلى فترتين مختلفتين:

#### فترة الحضانة مقابل فترة الكمون
في الأمراض المعدية (مثل الإنفلونزا)، نشير إلى هذه المرحلة بفترة الحضانة لأنها الفترة التي تتكاثر فيها الكائنات الحية الدقيقة وتنتج السموم. إنه سريع التطور ويمكن أن يستمر من ساعات إلى أيام.
ومع ذلك، في الأمراض التنكسية والمزمنة (مثل هشاشة العظام والخرف)، نشير إلى هذه المرحلة على أنها فترة الكمون لأنها تتميز بتطور بطيء للغاية يمكن أن يستمر من شهور إلى سنوات.

### المرحلة السريرية
الفترة السريرية هي عندما تظهر الأعراض والعلامات السريرية أخيرًا على المريض. أي عندما يعبر عن المرض سريريًا ويسعى المصاب إلى الحصول على الرعاية الصحية. خلال هذه المرحلة، إذا استمرت العملية المرضية في التطور تلقائيًا دون تدخل طبي، فستنتهي بإحدى الطرق الثلاث: الشفاء أو الإعاقة أو الوفاة. بالإضافة إلى ذلك، يمكن تقسيم هذه المرحلة إلى ثلاث فترات مختلفة:
1. البادرية: تظهر العلامات أو الأعراض الأولى، ما يدل على البداية السريرية للمرض.[6][7]
2. السريرية: تظهر علامات وأعراض محددة، ما يسمح للطبيب ليس فقط بتحديد المرض ولكن أيضًا تحديد العلاج المناسب على أمل علاج المريض أو على الأقل منع الأضرار طويلة المدى.
3. الحل: المرحلة الأخيرة التي يختفي فيها المرض أو يصبح مزمنًا أو يؤدي إلى الوفاة.

## أنواع الوقاية
طور المجال الطبي العديد من التدخلات المختلفة لتشخيص المسار الطبيعي للمرض والوقاية منه وعلاجه وإعادة تأهيله. من خلال التغيير المصطنع لتطور المرض هذا، يأمل الأطباء في منع وفاة مرضاهم إما بعلاجهم أو تقليل آثارهم طويلة المدى.

### الوقاية الأولية
الوقاية الأولية هي مجموعة من الأنشطة الصحية التي يقوم بها المجتمع والحكومة وموظفو الرعاية الصحية قبل ظهور مرض معين. هذا يشمل:
1. تعزيز الصحة، وهو تشجيع صحة السكان والدفاع عنها من خلال الإجراءات التي تقع على عاتق أفراد المجتمع، مثل -على سبيل المثال- حملات مكافحة التبغ للوقاية من سرطان الرئة والأمراض الأخرى المرتبطة بالتبغ.
2. حماية خاصة للصحة، بما في ذلك سلامة البيئة وسلامة الغذاء. بينما تنفذ التطعيمات من قبل العاملين في المجال الطبي والتمريض، تنفذ أنشطة تعزيز وحماية الصحة التي تؤثر على البيئة من قبل متخصصين آخرين في الصحة العامة.
3. العلاج الكيميائي، والذي يتكون من إعطاء الأدوية للوقاية من الأمراض. أحد الأمثلة على ذلك هو إعطاء هرمون الاستروجين عند النساء بعد انقطاع الطمث للوقاية من هشاشة العظام.

وفقًا لمنظمة الصحة العالمية، فإن إحدى أدوات تعزيز الصحة والوقاية هي التثقيف الصحي، الذي يتعامل أيضًا مع نقل المعلومات، والمهارات الشخصية، واحترام الذات اللازمة لاعتماد تدابير تهدف إلى تحسين الصحة. يتضمن التثقيف الصحي نشر المعلومات المتعلقة ليس فقط بالظروف الاجتماعية والاقتصادية والبيئية الكامنة التي تؤثر على الصحة، ولكن أيضًا بالعوامل والسلوكيات التي تعرض المرضى للخطر. بالإضافة إلى ذلك، أصبح التواصل حول استخدام نظام الرعاية الصحية أكثر أهمية بشكل متزايد للوقاية الأولية.

### الوقاية الثانوية
الوقاية الثانوية، وتسمى أيضًا التشخيص المبكر أو الفحص المبكر، هي برنامج للكشف المبكر. وبشكل أكثر تحديدًا، هو برنامج وبائي للتطبيق الشامل يستخدم للكشف عن الأمراض الخطيرة على وجه الخصوص، الأفراد الذين لا يعانون من أعراض خلال فترة ما قبل المرض. يمكن أن يرتبط هذا النوع من الوقاية بعلاج فعال أو علاجي، وهدفه هو تقليل معدل الوفيات.
تعتمد الوقاية الثانوية على فحوصات السكان، ومن أجل تبرير هذه الفحوصات، يجب استيفاء الشروط التالية المحددة مسبقًا التي حددها Frame and Carlson في عام 1975:
1. أن يمثل المرض مشكلة صحية مهمة لها تأثيرات ملحوظة على نوعية ومدة حياة الفرد.
2. أن المرض له مرحلة أولية طويلة بدون أعراض وأن تاريخه الطبيعي معروف.
3. أن يكون العلاج الفعال متاحًا ومقبولًا من قبل السكان في حالة اكتشاف المرض في المرحلة الأولية.
4. أن يتوفر اختبار فحص سريع وموثوق وسهل التنفيذ، ومقبول جيدًا من قبل الأطباء والمرضى، وله حساسية عالية وخصوصية وصلاحية.
5. أن اختبار الفحص فعال من حيث التكلفة.
6. أن الاكتشاف المبكر للمرض وعلاجه خلال فترة عدم ظهور الأعراض يقلل الإمراضية و / أو الوفيات العالمية.

### الوقاية الثالثية
الوقاية الثالثية أو الوقاية من المرتبة الثالثة هي شفاء المريض بمجرد ظهور المرض. يعطى العلاج في محاولة لعلاج أو تخفيف المرض أو بعض أعراضه المحددة. يشفى المريض وعلاجه في كل من الرعاية الأولية والرعاية في المستشفى.
تحدث الوقاية من المرتبة الثالثة أيضًا عندما يتجنب المريض عدوى جديدة نتيجة المعرفة التي اكتسبها من الإصابة بمرض مختلف في الماضي.

### الوقاية الرباعية
الوقاية الرباعية هي مجموعة الأنشطة الصحية التي تخفف أو تتجاوز تمامًا عواقب تدخلات النظام الصحي غير الضرورية أو المفرطة.
وهي الإجراءات المتخذة لتحديد المرضى المعرضين لخطر المعالجة المفرطة، وحمايتهم من التدخلات الطبية الجديدة، واقتراح بدائل مقبولة أخلاقيًا. صاغ هذا المفهوم الطبيب العام البلجيكي، مارك جامول، وهو مدرج في قاموس WONCA للممارسات العامة / الأسرة.

## مثال: أمراض الجهاز العضلي الهيكلي للشيخوخة

### فترة ما قبل الممرض
تعد أمراض الجهاز العضلي الهيكلي مثل هشاشة العظام في الركبة أو الكتف (الكفة المدورة) من مظاهر الشيخوخة الطبيعية للإنسان. معظم البشر لديهم في النهاية دليل على هذه الأمراض في التصوير. بمعنى آخر، إنها أمراض الشيخوخة. بمعنى ما، كل البشر في فترة ما قبل الإمراض لهذه الأمراض.

### الفترة المسببة للأمراض

#### فترة كمون
يمكن أن تبقى هشاشة العظام واعتلال الأوتار دون ملاحظة (بدون أعراض) لسنوات أو حتى عقود. على سبيل المثال، عندما تتطور حركة مؤلمة في كتف واحد مصاب باعتلال الأوتار، فإن تصوير الكتف الخالي من الأعراض المعاكس يميل إلى تحديد أمراض مماثلة.

### الفترة السريرية
1. البادرية: في المرة الأولى التي يلاحظ فيها الشخص ألمًا أو تصلبًا مرتبطًا بهشاشة العظام أو اعتلال الأوتار، قد يُساء فهمه على أنه مرض جديد وحتى كإصابة.[12][13][14]
2. السريرية: يأتي وقت يكون فيه المرض عرضيًا في معظم الأيام وقد يكون هناك تشوه أو تصلب (ضعف الحركة). أصبح الشخص الآن على دراية بالتغيرات التي تطرأ على جسده. قد يكون هذا وقت طلب المشورة الطبية أو العلاج.
3. الحل: كما هو الحال مع جميع أمراض الشيخوخة، هناك مرحلة تكيف يعيد فيها الشخص تعريف إحساسه بذاته ولم يعد يرى المرض على أنه يحتاج إلى رعاية نشطة. مثال آخر هو قصر النظر الشيخوخي، أو الحاجة إلى نظارات القراءة. بمجرد أن يفهم الشخص أنه بحاجة إلى نظارات للقراءة، فإنه يتكيف ولم تعد هذه مشكلة طبية.

### أنواع الوقاية
لا ينطبق مفهوم الوقاية على أمراض الجهاز العضلي الهيكلي للشيخوخة، لأنه لا توجد علاجات معدلة للمرض، ويبدو علم الأمراض مستقلًا نسبيًا عن التعرض البيئي مثل مستوى النشاط.